# Lyciscidae
Die Lyciscidae bilden eine Hautflüglerfamilie innerhalb der Überfamilie der Erzwespen (Chalcidoidea).
Das Taxon geht auf den tschechischen Entomologen Zdeněk Bouček zurück, der im Jahr 1958 die Tribus Lyciscini einführte. Die Typusgattung ist Lycisca Spinola, 1840. Burks et al. führten 2022 aufgrund molekularbiologischer und morphologischer Studien eine Aufspaltung und Umgliederung der Pteromalidae durch. Im Rahmen dieser Revision wurde die Tribus in den Rang einer Familie erhoben.

## Merkmale
Burks et al. (2022) beschreiben die Familie Lyciscidae anhand folgender morphologischer Eigenschaften: Die Fühler besitzen 7 oder 8 Geißelglieder, wovon gewöhnlich ein einzelnes Keulenglied (Clavomer) dazugehört, in wenigen Fällen auch zwei sowie bei manchen Männchen drei. Die Augen sind ventral divergierend. Der Clypeus ist mit oder ohne eine quer gerichtete subapikale Furche. Das sklerotisierte Labrum ist entweder hervorstehend oder vom Clypeus verdeckt. Es weist eine Reihe von Randborsten auf, die sich nach vorne erstreckt. Die Mandibeln weisen 2 oder 3 Zähne auf, manchmal mit einer Verkürzung der dorsalen Zähne. Die subforaminale Brücke ist mit verlängerter unterer Tentoriumsbrücke und mit sekundären tentorialen Gruben, die bis zur konvergenten hypostomalen Carina (Kiel) reichen. 
Die Vertreter der Familie sind mit oder ohne postgenaler Furche und postgenaler Lamina, oder im Falle der Unterfamilie Solenurinae mit einer postgenalen Brücke, die äußerlich die untere Tentoriumsbrücke von der konvergenten hypostomalen Carina trennt. Das Pronotum weist eine weiche mediane Längslinie oder Carina auf. Die Notauli sind vollständig. Das Mesoscutellum ist gewöhnlich ohne ein Frenum oder im Falle der Unterfamilie Solenurinae mit einem Frenum, das durch seitliche frenale Arme angedeutet wird. Die Vertreter der Lyciscidae sind gewöhnlich ohne, selten mit axillularer Längsfurche (Sulcus). Der mesopleurale Bereich weist kein erweitertes Acropleuron auf. Das Mesepimeron reicht nicht über den Vorderrand des Metapleurons. Alle Beine weisen 5 Tarsenglieder auf. Der protibiale Sporn ist kräftig und gebogen. Der basitarsale Kamm ist längs gerichtet. Die mittleren Femora sind mit oder ohne ventrale Zähne oder Erweiterung. Im Falle, dass die mittleren Femora ventrale Zähne aufweisen, befinden sich am verkürzten metatibialen Apex apikale Sporne. Das Metasoma weist ein Syntergum auf und ist daher ohne Epipygium (Subgenitalplatte), obwohl einige Carinae manchmal am Syntergum vorhanden sind.

## Lebensweise
Zu den Lyciscidae gehören Parasitoide holzbewohnender Käferlarven aus der Familie der Bockkäfer. Weitere bekannte Wirte zählen zu den Schaben, den Bauchsammlerbienen (Megachilidae), zu den Solitären Faltenwespen (Eumeninae) sowie zur Grabwespenfamilie Sphecidae.

## Innere Systematik
Nach Burks et al. (2022) sind die Lyciscidae in folgende Unterfamilien gegliedert:
- Lyciscinae – 26 Gattungen
- Solenurinae – 2 Gattungen